# Katharina Mittermeier
Katharina Mittermeier (* 2. November 1977 in Augsburg) ist eine deutsche Theater- und Musicaldarstellerin und Liedtexterin.

## Leben
Mittermeier studierte Schauspiel, Musical und Tanz an der Abraxas-Musical-Akademie in München. Schon während ihrer Ausbildung folgten erste Stückverträge als Schauspielerin an das Oberbayrische Städtetheater [sic!], das Tollwood-Festival in München und von 1998 bis 2000 regelmäßig an das „theater … und so fort“ (München). Mittermeier spielte 2001 in der Uraufführung des Ötzi-Musicals Frozen Fritz am Stadttheater Bozen unter der Regie von Manfred Schweigkofler. Danach wurde sie für die Bad Gandersheimer Domfestspiele für die Stücke Cabaret, Ali Baba, The Beautiful Game (2002) und Das Sams (2003)  engagiert. Mit dem Musical High Society ging Mittermeier 2002 in der Rolle der Dinah ein halbes Jahr auf Deutschlandtournee. 2003 wurde Mittermeier ans Staatstheater Braunschweig engagiert, wo sie in den Stücken Das Kontingent und In einem tiefen dunklen Wald mitwirkte.
Seit 2004 lebt und arbeitet Mittermeier freischaffend in Hamburg. Sie wirkte dort 2004 am St. Pauli Theater in dem Liederabend Mütter von Franz Wittenbrink und 2006 im Musical Cabaret als Kit-Kat-Girl Rosie mit.
2005 spielte sie die Marthe in Goethes Urfaust und das Mädchen in Der Name der Rose am Stadttheater Heidelberg.  2006 stellte sie die Lucy in der Dreigroschenoper am St. Pauli Theater dar.
Neben der Schauspielerei war sie auch als Liedtexterin tätig, so verfasste sie u. a. 2004 die deutschen Songtexte für den Disney-Fernsehfilm Neun Hunde retten Weihnachten (Nine Dogs Christmas) und sang das Titellied. Für das Hörspiel Gevatter Tod, Teil 1 und 2 von Terry Pratchett für den WDR (2005), woraus eine CD-Produktion für Random House/BMG Wort entstand, war sie für die Komposition und Texte mitverantwortlich.

## Musical und Theater
- 1999: Wiener Blut
- 1999: Messer in Hennen
- 2000: AIDA s/w
- 2000: Sleepless Lives
- 2001: Frozen Fritz
- 2001: Heldinnen. Wege
- 2002: High Society
- 2002: Ali Baba
- 2002: Cabaret
- 2003: In einem tiefen dunklen Wald
- 2003: Das Kontingent
- 2003: Liebeskummer
- 2003: Das Sams
- 2003: The Beautiful Game
- 2004: Die Schöne und das Tier
- 2004: Thalia Vista Social Club
- 2004: Mütter